# میکی مک‌بن
میکی مک‌بَن (انگلیسی: Mickey McBan؛ ‏ ۲۷ فوریهٔ ۱۹۱۹ – ۳۰ اکتبر ۱۹۷۹) بازیگر اهل ایالات متحده آمریکا بود. وی بین سال‌های ۱۹۲۳ تا ۱۹۷۹ میلادی فعالیت می‌کرد. جان هولمستروم او را اینگونه توصیف می کند: «چیزی بین جکی کوپر و جان هاوارد دیویس: از یکی موذی‌تر، از دیگری پُردل‌و‌جرأت‌تر، با بیانی سرگرم‌کننده و اطمینان‌بخش.»
از فیلم‌هایی که وی در آن نقش داشته‌است، می‌توان به مخمصه، پیتر پن، بو ژست، راهی که همه می‌روند و سورل و پسر اشاره کرد. 